# Cyrtarachne avimerdaria
Cyrtarachne avimerdaria là một loài nhện trong họ Araneidae.
Loài này thuộc chi Cyrtarachne. Cyrtarachne avimerdaria được Benoy Krishna Tikader miêu tả năm 1963.